# مطار مرج رهيل
مطار مرج رهيل أو مطار بلي العسكري هو مطار عسكري يديره القوات الجوية العربية السورية. يقع جنوب بلدة البيطارية في محافظة ريف دمشق. يحتوي على مدرجين طول أحدهما 2.8 كيلومتر والآخر 3 كيلومتر.

## التاريخ
استُخدم المطار من قبل القوات الجوية العربية السورية خلال الحرب الأهلية السورية. تعرض المطار للقصف من قبل جيش أسود الشرقية وقوات الشهيد أحمد عبدو في 15 حزيران 2017.
في 2024، كسفت التقارير أن المطار أصبح مركزاً لتخزين الأسلحة للميليشيات الإيرانية بدلاً عن مطار دمشق الدولي.